# Natreswor
Natreswor (nepalski: नरेश्वर) – gaun wikas samiti w zachodniej części Nepalu w strefie Gandaki w dystrykcie Gorkha. Według nepalskiego spisu powszechnego z 2001 roku liczył on 764 gospodarstw domowych i 3772 mieszkańców (2025 kobiet i 1747 mężczyzn).